# モハメド・アダム
モハメド・アダム（Mohamed Adam、2000年8月5日 - ）は、スーダンとオーストラリアのサッカー選手。スーダン代表。ポジションはFW。

## 経歴
ウェスタン・シドニー・ワンダラーズFCユースでは2017-18シーズンにYリーグ（現Aリーグ・ユース）優勝を達成。2019年8月7日、FFAカップのパース・グローリーFC戦でトップチームデビューを飾った。2019年8月、ワンダラーズと2年間のスカラシップを結んだ。2019年シーズンのNPL NSW2（現NSWリーグ1）では21試合で21得点を決め、チームの最優秀選手に選ばれた。2020年12月28日、退団が発表された。
2021年1月21日、シドニー・オリンピックFCに加入。
2022年1月22日、FC今治加入が発表された。

## 個人成績
| 国内大会個人成績 | 国内大会個人成績 | 国内大会個人成績 | 国内大会個人成績 | 国内大会個人成績 | 国内大会個人成績 | 国内大会個人成績 | 国内大会個人成績 | 国内大会個人成績 | 国内大会個人成績 | 国内大会個人成績 | 国内大会個人成績 |
| 年度             | クラブ           | 背番号           | リーグ           | リーグ戦         | リーグ戦         | リーグ杯         | リーグ杯         | オープン杯       | オープン杯       | 期間通算         | 期間通算         |
| 年度             | クラブ           | 背番号           | リーグ           | 出場             | 得点             | 出場             | 得点             | 出場             | 得点             | 出場             | 得点             |
| 日本             | 日本             | 日本             | 日本             | リーグ戦         | リーグ戦         | リーグ杯         | リーグ杯         | 天皇杯           | 天皇杯           | 期間通算         | 期間通算         |
| ---------------- | ---------------- | ---------------- | ---------------- | ---------------- | ---------------- | ---------------- | ---------------- | ---------------- | ---------------- | ---------------- | ---------------- |
| 2022             | 今治             | 17               | J3               | 2                | 0                | -                | -                |                  |                  |                  |                  |
| 通算             | 日本             | 日本             | J3               | 2                | 0                | -                | -                |                  |                  |                  |                  |
| 総通算           | 総通算           | 総通算           | 総通算           | 2                | 0                | 0                | 0                |                  |                  |                  |                  |

## 代表歴

### 試合数
- 国際Aマッチ 3試合 0得点（2024年-）[6]

| スーダン代表 | 国際Aマッチ | 国際Aマッチ |
| 年           | 出場        | 得点        |
| ------------ | ----------- | ----------- |
| 2024         | 3           | 0           |
| 通算         | 3           | 0           |

## タイトル

### クラブ
ウェスタン・シドニー・ワンダラーズFCユース
- Yリーグ: 2017–18